# Stephan von Breuning
Stephan von Breuning (Wenen, 21 november 1894 - Parijs, 11 maart 1983) was een Oostenrijks entomoloog.
Stephan von Breuning werd geboren in Wenen, hij studeerde paleontologie en paleobiologie aan de universiteit van Wenen, waar hij in 1920 promoveerde. Als entomoloog was hij vooral geïnteresseerd in kevers (Coleoptera) en met name de boktorren (Cerambycidae). De rijke collecties van het Muséum national d'Histoire naturelle stonden hem ter beschikking. Hij was gespecialiseerd in de Lamiinae, een onderfamilie van boktorren. Hij beschreef bijna de helft van alle op dit moment bekende soorten Lamiinae en zo'n 7894 taxa van Cerambycidae.

## Enkele werken
- 1939 - Études sur les Lamiaires, 8ème Tribus: Mesosini Thomson. In: Novitates Entomologicae
- 1942 - Études sur les Lamiaires, 11ème Tribus: Phrissomini. In: Novitates Entomologicae
- 1943 - Études sur les Lamiaires (Col. Ceramb.) 12ème Tribu: Agniini Thomson. In: Novitates Entomologicae
- 1950 - Considérations préliminaires sur la classification des Lamiares. In: Longicornia
- 1951 - Révision du genre Phytoecia Muls.(Col. Cerambycidae). In: EntomologischeArbeiten aus dem Museum Georg Frey
- 1952 - Revision einer Gattung aus der Gruppe der Saperdini Muls (Coleoptera Cerambycidae). In: Entomologische Arbeiten aus dem Museum Georg Frey
- 1954 - Revision von 35 Gattungen der Gruppe der Saperdini Muls (Coleoptera Cerambycidae). In: Entomologische Arbeiten aus dem Museum Georg Frey
- 1956 - Revision der Gattung „Glenea“' Newm. In: Entomologische Arbeiten aus dem Museum Georg Frey
- 1957 - Les Dorcadion français. In: L'Entomologiste
- 1958 - Revision der Gattung Glenea Newm. In: Entomologische Arbeiten aus dem Museum Georg Frey
- 1958-1965 - Catalogue des Lamiaires du monde. Museum Frey, Tutzing
- 1960-1962 - Révision systématique des espèces du genre Oberea Muls. du globe

- Bibsys: 8050489
- Bibliothèque nationale de France: cb12593143f (data)
- Gemeinsame Normdatei: 131736116
- International Standard Name Identifier: 0000 0000 8012 2446
- Library of Congress Control Number: no00083695
- Nederlandse Thesaurus van Auteursnamen: 297644351
- LIBRIS: 363626
- Système universitaire de documentation: 085826243
- Virtual International Authority File: 107034375
- WorldCat: E39PBJqBvYYBfJhBM99fTB8V4q